# 历史虚无主义
歷史虛無主義是中国大陆学术界基于哲学概念“虚无主义”衍生出的政治、历史术语。历史虚无主义最早指对民族文化遗产的全盘否定，与复古主义一道被作为歷史唯物主義的对立面批判；其后“历史虚无主义”逐渐意识形态化，并与“民族虚无主义”产生区分，专指对中国共产党领袖、历史地位、中国历史人物，以及唯物史观、社会主义制度等的极端否定。
历史虚无主义被视为是一种反对中国社会主义制度和中国共产党的领导地位的政治滥觞，在其看来，历史虚无主义者批評中国共产党在历史中出现的问题或犯过的错误，是「以支流否定主流，以个别否定整体，以问题否定成就」，例如以文化大革命时期学术问题被泛化为政治问题的错误，破四旧运动对中国传统文化的破坏等来质疑中国共产党对中国社会发展的整体贡献。仍具有此立场的的公知则认为这一立场否定了对历史进行批判性探索的基本分析过程。

## 概念的诞生和演变
“虚无主义”（nihilism）一词最早由德国哲学家弗里德里希·海因里希·雅各比引入哲学领域，19世纪因俄国小说家屠格涅夫在其小说《父与子》（1862年）中描写俄国兴起的“多余人”时使用该词而广泛传播开来。后来，虚无主义被引申为否定一切、消极颓废的态度。1949年至1950年，《人民日报》曾刊文批判世界主义和民族虚无主义，此处的民族虚无主义是指对民族观念本身的否定。1989年之前《人民日报》对虚无主义的批驳，大部分是针对不重视民族文化传承的问题，也就是说实际上批判的是民族虚无主义，常常与崇洋媚外思想相联系。在民族文化传承方面，民族虚无主义被认为和复古主义一样属于极端倾向，强调对民族文化应批判地继承。
1958年，《红旗》杂志社编辑关锋提出“共产党人是历史唯物主义者”，坚决反对“隔断历史的非历史主义和虚无主义”。1964年，中国共产党上海市委员会第一书记柯庆施在一次讲话中称“我们既不是历史的虚无主义者，也不膜拜于遗产，而是对遗产采取批判地继承的态度”。1974年，“历史虚无主义”这一概念在批林批孔运动中最早被完整的提出，《人民日报》1974年11月29日一篇文章提到对民族文化遗产“既要反对全盘否定的历史虚无主义，又要反对无批判的兼收并蓄”，但当时并未引起重视。文化大革命结束后，在对四人帮的批判中，以及在之后的真理标准大讨论中，“历史虚无主义”多次被提及，但依然是针对传统文化的否定态度而言的。
1981年，中国共产党第十一届中央委员会决议通过《关于建国以来党的若干历史问题的决议》，该决议起草过程中邓小平确定了评价毛泽东和毛泽东思想的基本原则。李德生、项南等人在1983年发表的有关学习《邓小平文选》的文章中均提到邓小平提出的评价原则是排除了教条主义和历史虚无主义的干扰，“历史虚无主义”一词开始被赋予意识形态色彩，主要特指对中国共产党的历史、领袖的不公正、不客观、不科学的态度。但该词在当时仍主要针对历史文化传统方面，直至1986年底该词的意识形态化倾向才凸显出来。
1986年12月，中共中央办公厅主任、中央书记处书记胡启立在全国对外宣传工作会议指出中国对外宣传一定要实事求是，对成绩和缺点要有正确估计，既不过度美化，也不妄自菲薄，并特别强调防止历史虚无主义和民族虚无主义倾向。至此，历史虚无主义已经明确地和民族虚无主义区分开来。1989年，东欧剧变使国际共产主义运动遭到巨大挫折，六四运动也对中国大众的思想产生严重冲击，中共中央领导人开始频繁强调反对民族虚无主义和历史虚无主义，认为历史虚无主义割断历史，借口“改革”否定“党的优良传统”，“严重侵蚀党的肌体”。从1989年至1999年间，历史虚无主义的概念主要与全盘西化挂钩。
1992年出版的《党的十一届三中全会以来新名词术语辞典》将历史虚无主义定义为“不加具体分析而盲目否定人类社会的历史发展过程，甚至否定历史文化，否定民族文化、民族传统、民族精神，否定一切的历史观点和思想倾向”，称历史虚无主义的特征是否认人类社会过去的一切，否认人类社会历史的存在。1993年出版的《毛泽东文艺思想大辞典》中将历史虚无主义定义为“虚无主义在历史问题上的一种表现，认为‘历史’是虚构的概念，蔑视民族历史”。该书认为历史虚无主义在中国萌芽于20世纪初，在1930-1940年代发展成熟，其主要观点是否定中国历史，把中国历史说得一无是处，其必然导致“全盘西化”的结果。2000年出版的《史学理论大辞典》中，山东大学历史系教授王学典将历史虚无主义定义为“历史理论术语，一种对待历史的非历史态度”，并称历史虚无主义者以后世的能力和知识否定过去，认为历史“一无是处，完全无用”，以现代的标准去要求和责备古人，将历史视为错误和罪恶的堆积；王学典认为历史虚无主义在1958年“史学革命”中和文化大革命期间均有过突出的表现:179。
至2000年，历史虚无主义论争转移到如何评价中国革命、建设和改革问题，尤其是如何评价中国共产党建政后的一些重大决策和事件。2005年，历史虚无主义演变成社会思潮。
2013年，《人民论坛》问卷调查中心将历史虚无主义评选为“2013值得关注的十大思潮”第二名，仅次于新自由主义，认为历史虚无主义常以学术研究面目示人，以还原历史真相的名义解构或否定中国党和国家领导人、中国革命性质和意义、中国社会发展道路选择等。2013年4月22日由中共中央办公厅印发《关于当前意识形态领域情况的通报》，在其要求警惕和根除的七大危险中，历史虚无主义位列第六位。2015年，历史虚无主义在“2015值得关注的十大思潮”中仍位列第二名，仅次于民族主义，调查报告中称，历史虚无主义者在抗日战争胜利70周年之际抛出中国共产党歧视国民党抗战官兵的观点，使用揶揄、影射、戏谑诱导网民自我联想、自我推断。

## 分析和評價
复旦大学哲学学院教授邹诗鹏认为历史虚无主义在全球范围内存在的，是西方文化传统现代流变的产物，是西方19世纪以来流行的“世纪病”的症结，其兴起与启蒙运动有一定关联。近代以来，思辨的历史哲学受现代科学主义和实证主义影响转向批判的历史哲学，而批判的历史哲学拒绝承认历史的总体性，接收了历史怀疑论和不可知论后最终演化为历史虚无主义。历史相对主义和资本主义物化逻辑都对历史虚无主义的发展起到了促进作用，后者更使其成为一种意识形态。中国因开始走向现代化而受到历史虚无主义的影响，中国现代化之初认为现代化的基本框架就是西方化，用西方性否定中国本土性，导致历史虚无主义的兴起，五四运动的“打倒孔家店”和文化大革命的“破四旧”等都与历史虚无主义有关。东欧剧变、苏联解体后，历史虚无主义在中国全面呈现，已广泛地存在于中国文学艺术、学术研究乃至社会生活和精神文化领域，而全球范围内新自由主义的兴起也助长了中国历史虚无主义的发展。
中国历史学者、公共知识分子章立凡认为“虚无主义”并不是史学用语，而“历史虚无主义”则是一个“中国造”的政治名词，与马克思、恩格斯、列宁、斯大林均不相干，也与学术无关，是在1989年批判政论片《河殇》时诞生的新名词，1990年1月该词首次被写入中共领导人的讲话稿，1993年首次被作为文艺理论术语被收入武汉出版社出版的《毛泽东文艺思想大辞典》，后作为政治名词被收入1999年版《党的十一届三中全会以来新名词术语辞典》，2000年作为历史理论术语被收录于《史学理论大辞典》。2005年，中国大陆曾出现批判历史虚无主义的小高潮，2009年以后批判文章数量逐渐增多，在2013年的“反宪政”论战中被滥用，并导致了中共党史和共和国历史虚无化。
中国社会科学院研究员马龙闪认为中国的历史虚无主义是源自俄国的舶来品。历史虚无主义于19世纪中叶出现在俄国，其诞生之初便与无政府主义、民粹主义掺杂在一起，三种思想虽然名称不同，实质上水乳交融、三位一体，名称的不同只是其强调的侧面不同而已。19世纪中期以后半个多世纪，以德米特里·伊万诺维奇·皮萨列夫为代表的虚无主义思潮在俄国是具有典型意义的社会现象。19世纪末至20世纪初，中国留日学生在东京创办《天义报》，留法学生在巴黎创办《新世纪》，将俄国当时的虚无主义思潮介绍到中国。虚无主义传入中国后，与空想社会主义交织在一起，成为四位一体，但多被称为“无政府主义”，在辛亥革命后曾得到刘师复、江亢虎等一批中国文人的推崇。五四运动后，该思潮虽有所收敛，但演化形态后也得以继续延续，并与1920-30年代从苏联传入中国的庸俗社会学结合到了一起。庸俗社会学坚持狭隘的、教条主义的、无所不包的、绝对化的阶级论，导致了对人类文明基本价值和优秀文化传统的否定。文化大革命期间，把包括历史虚无主义在内的否定一切、打到一切的各种虚无主义推到了登峰造极的地步。而将文化大革命从集体记忆中抹去，使中国社会对文革历史集体失忆，是历史虚无主义的主要危险和表征。

### 衍生动因猜測
山东大学哲学系教授刘森林认为衍生历史虚无主义的动因包括：
以理性衡量一切的启蒙主义中蕴含在贬低和否定以往历史的虚无主义冲动，对历史的虚无化内生于启蒙运动的逻辑之中，启蒙主义史学传入中国之初便曾带来对中国历史的否定与贬低。而且如何看待历史取决于对现状的态度，满意现状就会对过去保有敬意，而不满现状则会采取批评责难过去或者将过去的典范放弃而重新继承、恢复和发扬。不同文化或不同理论对同一历史事件的论述多有差异，每种历史理论往往都排斥其他，以自己的标准解读历史。任何一种文化都会根据自己的标准塑造一种理论化、系统化的“历史”，并对原有历史中的某些内容予以否定、蔑视。一种历史论述的坚持者会将其他理论否定自己重视的部分历史内容的行为视为虚无化，视为一种历史虚无主义。每种历史理论在构造基于自身标准的连续性和自洽性时都会程度不一地凸显和张扬部分内容，并贬斥和遮蔽另一部分内容。只有一种理论的重要内容被其他历史叙述系统虚无化时，才会招致历史虚无主义的激励批评。西方历史学被引入中国之时，产生了以西方标准否定中国传统价值、知识和历史的激烈的历史虚无主义，从而出现了五四运动时期的“打倒孔家店”、废除汉字和“不读一本中国书”等形式。以不能促生现代化为由否定中国传统，肯定西方列强对近代中国的侵略，质疑近代中国反帝反封建的意义，以是否有利于现代化为标准臧否历史人物均是源自启蒙主义的逻辑。随着政治立场和价值的重新界定，以原标准撰写的某些历史内被否定，需要被重写；而随着学术新视角的开辟，造成了新旧视角观察的差异，导致部分内容需要被放弃。在对旧视角和旧认识的批判中容易形成虚无主义的效果和态度。
追求历史普遍性和个别性统一的历史主义在实际上往往走向以特殊性和个别性排挤、否定普遍性的立场。历史主义的极端化势必导致与启蒙主义极端化类似的简单化，将启蒙主义极力维护的一些东西虚无化。历史主义在为个体性、特殊性和地方性辩护的过程中，孕育了对西方现代文化的虚无主义质疑，而且孕育了“一切皆有可能，一切皆被允许”的相对主义、虚无主义结局。两者结合便产生了两种历史虚无主义态度：一种认为所有的一切都是针对特定历史时代而言的，没有绝对和永恒的东西；另一种是一切都曾出现过，一切都不过如此，没有新意。
除了价值重估会导致历史虚无主义外，理论过度简单化也会导致历史虚无主义。理论的简单化和极端化会导致不符合其框架的历史内容被无视和否定。简单化的一个例子是20世纪初传入中国的虚无主义，其是作为无政府主义的一个极端派别出现的，曾与马克思主义、无政府主义及各种社会主义思想混杂在一起传播，其否定资本主义在工业化上的进步作用，将其视为绝对的恶，将资本主义的发展历史虚无化。历史上，它先在与马克思主义和三民主义的竞争中被否定，后在文化大革命中兴起，并在文革后被中国共产党纠正和否定。但随着中国现代性问题的呈现，这一思潮再次出现在中国社会文化之中。而对历史的娱乐化和工业化处理则是因简单化产生历史虚无主义的最常见的形式，表现为按照娱乐工业的逻辑，以营利为目的对历史随意戏说，使历史失去了应有的凝重和庄严，将历史中有价值的东西虚无化，因为其不具有政治性，非常容易被市场放大。

### 重新泛起的原因猜測
《环球视野》2012年署名文章《高度警惕历史虚无主义的政治影响——近期关于历史虚无主义思潮研究的综述》中总结中国多名学者的研究认为，历史虚无主义在中国重新泛起的原因包括：
由于中国与西方资本主义国家在政治、经济、文化等领域的交流日益增多，西方的各种学术思想对中国产生的影响。其中，否定一切革命、鼓吹改良万能的历史相对主义反对马克思主义历史决定论，以历史事件的单一性、历史认识的相对性、历史事件的不可预测性否定历史规律的存在，强调人的主体性、人的理性和自由意志是社会历史发展的原动力。该思潮的传入直接推动了中国历史虚无主义的泛起。后现代主义史学思潮“否认历史学的客观性和科学性，否认人类社会普遍规律的存在”，“将客观存在的历史视为历史学家主观的构建物”的理论主张也与中国历史虚无主义契合。
东欧剧变、苏联解体后，中国成为资本主义世界意识形态攻势的主要目标，是西方国家实行和平演变战略、进行思想文化渗透的长期对象。1990年代以来，西方反共势力大肆向中国兜售裹挟着历史虚无主义的新自由主义理论、历史哲学理论等。中国历史虚无主义的重新泛起是对世界范围的“告别革命”思潮以及西方“和平演变”企图的一种呼应。
随着中国自身改革的推进，部分社会矛盾尖锐化，部分反马克思主义、反社会主义思潮借大众对现实问题的迷茫、困惑和不满通过新型信息传播途径大肆发展。新自由主义、民主社会主义、历史虚无主义等思潮在反对中国共产党领导地位，反对中国社会主义道路等观点上具有高度趋同性，彼此互相呼应，扩大了社会影响力。

### 对中共反历史虚无主义的批评
中国历史学者、公共知识分子章立凡曾为美国之音撰写的评论文章，称毛泽东的孙子毛新宇在博客中虚构了毛岸英二战期间曾以白俄罗斯第一方面军坦克部队指导员的身份随军攻入柏林的故事，被官方采信并广泛报道，高调反“历史虚无主义”的中国官媒却都视而不见。
王犖倫認為，「歷史虛無主義」不是「虛無主義」。中共官媒所說的「歷史虛無主義」理論上是荒謬的，研究歷史無論採用什麼歷史觀，都必須以事實為依據，不可能把全部歷史事實「虛無」。中共官媒所說的「歷史虛無主義」，是指研究歷史得出的結論與中共官方的觀點不一致；是把學術問題政治化，將不同的學術觀點上升到意識形態鬥爭，并举例中國社會科學院前副院長李慎明否认三年困難時期餓死人数为“三千萬”时述及的「歷史虛無主義」就是此类。

## 被指为历史虚无主义的观点
复旦大学哲学学院教授邹诗鹏认为，历史虚无主义具体表现为不承认历史及文化传统的继承性和连续性，把传统文明与现代文明的过渡看成为彻底的断裂，否定历史发展的内在逻辑，漠视人文精神传统的内在传承和教化意义。历史虚无主义认同物化逻辑，追逐商业利益，否定历史传统，否定中国的当代史及现代化传统，否定中国革命，否定历史唯物主义。
北京日报社社长梅宁华认为历史虚无主义主要表现为：否定和歪曲中国革命历史，鼓吹告别革命论，否定中国的反帝反封建斗争，将中国选择社会主义发展方向视为误入歧途，将中国共产党领导的革命和建设说成一系列错误的延续，甚至随意丑化革命领袖和先贤烈士。编造和夸大中国共产党的错误，以否定其成就，如杜撰“非正常死亡人数”；主张“重写历史”，宣称“现代化史观”取代“革命史观”，将两者对立起来，通过历史“解构”将中国近代的改革和革命描述成消极力量。以“还原历史”的名义，颠倒和虚构历史，如通过对历史的涂抹、剪裁和虚构为已有定论的叛徒和反动统治人物评功摆好，将民国时期描述为“黄金发展期”等。通过对历史人物和历史事件的戏说，将历史事实和历史真相模糊化。在描述人民革命战争时，不讲为正义牺牲的意义，以所谓“价值中立”和“纯客观”为由将中国人民为社会进步和自我解放而战的正义性与崇高性虚无化。
中共中央党史研究室主任曲青山认为质疑中国共产党在中国革命和建设中的作用，宣传其在中国反帝反封建革命中“只起破坏作用”；否定中国选择社会主义道路的历史必然性，称其是“误入歧途”；宣称经济文化落后的中国没有资格搞社会主义，将中华人民共和国的发展道路称为“小资产阶级的空想社会主义”；把中国共产党的历史说成是“一系列错误的延续”；否定中共领导和执政的必然性、合法性；以中共曾经犯过的错误否定中共的全部历史；拿毛泽东的晚年错误对其本人和毛泽东思想肆意抹黑、彻底否定；否定中国在社会主义条件下可以实现现代化，称改革开放是“补上资本主义这一课”，否定中国特色社会主义道路的历史必然性；将中华人民共和国的历史分为改革开放前后两个历史时期并互相否定；否定已有定论的历史事件和历史人物，贬损革命前辈，诋毁中共的领袖，抹黑英雄模范等都属于历史虚无主义。
2010年7月21日，中共中央政治局常委、国家副主席习近平在一次党史工作会议上讲话时称历史虚无主义以“重新评价”为名，“歪曲近现代中国革命历史、党的历史和中华人民共和国历史”，其要害是“从根本上否定马克思主义指导地位和中国走向社会主义的历史必然性，否定中国共产党的领导”。2013年12月26日，中共中央总书记习近平在一次纪念毛泽东的活动中称因为革命领袖“有失误和错误就全盘否定，抹杀他们的历史功绩”，将“陷入虚无主义的泥潭”。

### 对殖民的态度
宣传清末民初西方传教士在中国的“善行义举”被指试图洗白西方传教士是帝国主义侵略势力马前卒的历史定性；宣传列强在华租界对中国城市现代化起到的作用被指试图洗白租界作为“国中之国”是丧失主权耻辱的历史事实。其他被指为历史虚无主义的观点还有：将近代英法等殖民主义国家发动侵华战争的起因说成是中国统治者不愿了解世界，不懂国际规则；凭侵略者的记载污蔑太平天国、义和团等反抗运动，称其为“是中华民族历史上的耻辱”；称西方的殖民统治是亚非拉地区实现现代化的捷径，主张从“现代化”、“世界一体化”的角度看待殖民问题；将中国近代对殖民主义的抵抗说成对世界资本主义历史趋势进行的反抗，“是以落后对先进，保守对进步，封建闭关自守孤立的传统对世界资本主义自由贸易经济变革的抗拒”，将帝国主义侵略和近代文明等同起来。北京大学教授梁柱直接批评此类观点为“侵略有功，反抗有罪”。

### 有关“告别革命论”
否定革命的意义，称其为单纯破坏力量，主张“告别革命”；肯定清末宪政改革，而否定辛亥革命；否定五四运动，称其造成了历史断裂，使中国偏离了“近代文明的主流”；否认近代中国发生革命的必然性，指责中国革命导致了“令人叹息的百年疯狂与幼稚”，称中国近代史为“不断的杀人，轮回的杀人”的历史，没有任何现实的意义；否定中国近代革命的正当性和进步性，将革命与现代化完全对立，主张以现代化取代革命作为中国近代史的主线，将近代的革命和改革描述为制造社会动荡、破坏经济发展、阻碍社会前进的消极力量；否定中国人民反帝反封建斗争的意义，否定和掩盖中国共产党领导的革命、建设的本质和主流；借中国政府及中国共产党为抗战时期国民党爱国官兵补授、追授表彰的时机，宣传“国军是抗战主力，共军在后方游而不击”的观点，贬低中共在抗日战争的地位和功绩；指责中共在在土地革命战争时期对地主的斗争是“土匪抢劫”；污蔑中共曾经接受苏俄3.5亿金卢布援助，是拿外国钱搞乱中国。

### 有关历史人物重新评价
北京师范大学历史系教授龚书铎认为历史虚无主义者，以现代化作为中国近代史的主线，主张以“现代化范式”对中国近代的历史事件、人物、思潮等进行重新审视，洋务运动被视为中国近代的第一次现代化运动，而戊戌维新运动则被视为变法派激进主义的产物，否定义和团运动的意义，贬低辛亥革命的历史地位，认为是辛亥革命推翻清政府导致了近代的军阀割据，如果没有它晚清立宪派的改革将把中国带上现代化道路；琦善、慈禧、曾国藩、李鸿章和袁世凯等原本的负面人物被美化、拔高，而林则徐、洪秀全、孙中山等原本的正面人物则被丑化、贬低，并点名批评了电视剧《走向共和》。
中国人民解放军国防大学教授徐焰认为网络上盛行的“翻案风”，实际是为了“否定当年的革命战争和建立新中国的合理性”，并不是追求史学“公正”，而是一种政治斗争手段。
中国共产党主流史观认为“英雄是民族的脊梁，是民族精神的表现”，因此历史虚无主义者往往以“重新评价”、“重写历史”、“还原真相”等名义，对中国、中国共产党、中国人民解放军历史上的英雄人物蓄意抹黑。例如，质疑黄继光堵枪眼的真实性，质疑邱少云火中捐躯的可能性，称他们的事迹均为虚构；称刘胡兰有精神问题，称狼牙山五壮士是土匪。以对毛泽东晚年错误的否定来全盘否定毛泽东的历史地位和毛泽东思想。围绕“未成年人是否应该见义勇为”的争议，污名化“英雄少年”赖宁，称赖宁是官二代，其救火的事迹是虚构的；有文章将鸦片战争爆发和晚清中国所受苦难都归因于林则徐的禁烟运动，称“论起祸国殃民，林则徐绝对位列三甲”；质疑雷锋的宣传照为摆拍，质疑雷锋日记造假，炒作雷锋与王佩玲的“姐弟情”和“工友情”为“姐弟恋”等。

## 历史虚无主义与苏联解体
中共中央总书记习近平在2013年1月5日的一次讲话中称苏联解体、苏联共产党垮台“一个重要原因就是意识形态领域的斗争十分激烈，全面否定苏联历史、苏共历史，否定列宁，否定斯大林，搞历史虚无主义”。
中国社会科学院世界歷史研究所所長張順洪认为苏联的歷史虛無主義思潮表現為全盤否定蘇聯社會主義建設成就，強調蘇聯社會主義建設中出現的問題，否定斯大林、列寧和十月革命。
中国社会科学院马克思主义研究院国外左翼思想研究室主任李瑞琴认为苏联历史虚无主义的动机与目的包括：苏联在戈尔巴乔夫改革时期，苏联领导层为达到政治变革的目的，掀起了“历史虚无主义狂潮”，并最终葬送了苏共和苏联社会主义。1988年6月，戈尔巴乔夫在苏共第十九次代表会议上提出要建立“人道的、民主的社会主义”，否定苏联当时的政治体制，搞乱了苏共、苏联社会的思想，其推行的改革“新思维”拿历史开刀，亲自倡导和发动了抹黑、否定苏共、苏联历史的历史虚无主义。1987年至1989年间，列宁、斯大林等苏共领袖，女烈士卓娅·科斯莫杰米扬斯卡娅、《钢铁是怎样炼成的》作者尼古拉·阿列克谢耶维奇·奥斯特洛夫斯基等人的形象被诋毁。戈尔巴乔夫时期的苏联共产党中央委员会宣传鼓动部部长亚历山大·尼古拉耶维奇·雅科夫列夫认为在苏联的实践中，马克思主义是一种新宗教，“屈从于专制政权利益和它任性的要求”，在其著作《一杯苦酒——俄罗斯的布尔什维主义和改革运动》中将苏联的国家意识形态视为各种恶势力、错误观念、令人生厌的领袖主观特征的集合。甚至在苏联解体后，雅科夫列夫还将俄国大众对苏联的怀念污蔑为布尔什维克主义的复辟。李瑞琴认为在苏联各个时期产生的持不同政见者、冤假错案牵连者是历史虚无主义的社会基础，他们对苏维埃制度心怀不满，对苏联共产党怀有冤气甚至仇恨，为发泄自己的不满和仇恨，将苏联历史虚无化，赞美资本主义制度。社会舆论、课堂讲课和学术话语均开始宣扬文明世界和与西方文明接轨，将苏联的社会制度定义为极权社会，甚至有人认为“俄罗斯应该变成西方的殖民地”，或者宣称俄罗斯应抛去中亚地区落后国家轻装上阵，奔向欧洲富裕文明世界等等。